# Зимин, Никита Алексеевич
Никита Алексеевич Зимин (род. 5 июня 2003, Новосибирск) — российский хоккеист, нападающий.

## Биография
Уроженец Новосибирска, в возрасте одного года с семьёй переехал в  Краснообск, где с четырёх лет стал заниматься хоккеем в клубе «Колосок» с детьми постарше. Позже стал играть в новосибирской хоккейной школе «Энергия», в сезоне-2013/14 был в «Штурме» (Чик). В возрасте десяти лет прошёл просмотр в «Металлург» Магнитогорск, но сезон-2014/15 провёл в омском «Авангарде».
В 2015 году оказался в «Металлурге». В сезонах 2021/22 — 2022/23 играл за команду МХЛ «Стальные лисы». 3 ноября 2022 года в госевом матче против «Локомотива» (1:4) дебютировал в КХЛ, проведя единственный матч в лиге в сезоне. Игрок фарм-клубов «Металлурга» в ВХЛ «Южный Урал» Орск (2023/24) и «Магнитка» (с 2024/25).